# IAI Rotem L
IAI Rotem L – izraelski, bezzałogowy aparat latający (UAV - Unmanned Aerial Vehicle), mogący pełnić rolę, w zależności od zastosowanej głowicy, amunicji krążącej lub aparatu obserwacyjnego. 

## Historia
Rotem L jest niewielkim quadrokopterem pionowego startu i lądowania, z racji swoich rozmiarów, przeznaczonego do działania w środowisku miejskim. Maszyna może być obsługiwana przez pojedynczego żołnierza. Cały zestaw liczy trzy aparaty. Dron napędzany jest silnikiem elektrycznym i może operować w powietrzu około 30 minut.